# Santegidiese 1948
La Santegidiese 1948 S.S.D., o più brevemente Santegidiese, è una società calcistica italiana con sede nella città di Sant'Egidio alla Vibrata (TE). Milita in Promozione, la sesta  divisione del campionato italiano di calcio.
Venne inizialmente fondata nel 1948, ma dopo la retrocessione in Promozione nel 2013 non si iscrive a nessun campionato e riparte così dalla Terza Categoria con una nuova società.

## Storia

### Dalle origini alla fondazione
Nel 1925 un gruppo di ragazzi sportivi residenti in questa cittadina (soprattutto nel centro storico) organizzarono diversi tornei di calcio rionali nei campi, per quei tempi improvvisati, circoscritti alle zone comprese tra l'attuale piazza vecchia e via Roma. In quegli anni nella Val Vibrata non sussistevano squadre che praticassero questo sport e parlare di calcio in quel periodo, quindi, significava riferirsi direttamente alle cittadine di S. Egidio alla Vibrata e quella (storicamente rivale) di Nereto.
Tra il 1929 e 1930 furono tracciati i primi rettangoli di gioco per il calcio, uno era ubicato al centro di Sant'Egidio, nell'attuale piazza Umberto I, l'altro a circa 100 metri di distanza dalla piazza in direzione ovest il quale diventò, negli anni successivi, il glorioso Comunale di Sant'Egidio alla Vibrata. Da lì in poi ogni domenica si disputavano incontri amichevoli con squadre di Grottammare, Tolentino, San Benedetto del Tronto, Teramo, Giulianova e Nereto.
Dopo il 1945, conclusa la seconda guerra mondiale, si registrano i primi tentativi di ripresa dell'attività sportiva delle squadre rionali, la maggior parte delle quali decisero di unirsi sotto il nome di A.S. Ascoli. Sant'Egidio alla Vibrata, invece, decise di andare avanti autonomamente, continuando a coltivare una passione nata tempo prima in paese.
Fu proprio nell'agosto del 1948 che nasce ufficialmente l'Associazione Sportiva Santegidiese. La Santegidiese inizia a disputare nella stagione 1948/1949 il campionato di 1ª divisione Abruzzo. Negli anni cinquanta nascono i primi movimenti organizzatori di tifo santegidiese. In particolare, si ricordano disordini in occasione delle partite contro il Città Sant'Angelo e, anni dopo, con il Nereto, conclusi tuttavia senza gravi conseguenze.

### La radiazione e l'amnistia Saragat
Nel 1968 durante il torneo estivo di Sant'Omero (allora molto famoso) la squadra della Santegidiese (non i tifosi) in seguito ad alcune scaramucce nel campo di giuoco scatenò una rissa gigantesca. Il Comitato Regionale Abruzzese della FIGC fu inflessibile e sancì la radiazione della Sant da tutti i campionati. La fortuna tuttavia venne incontro alla squadra vibratiana. Nello stesso anno infatti la Nazionale di calcio vinse gli europei, organizzati in Italia, e l'allora Presidente della Repubblica Saragat emanò un'amnistia per i reati meno gravi e la Sant poté ripartire dal campionato di 3ª categoria.

### La D e lo spettro del fallimento
Dalla 3ª categoria la Santegidiese inizia una lunga cavalcata tra le categorie minori e, anno dopo anno, con una promozione dopo l'altra raggiunge, nel 1971, la prima storica promozione in Serie D. Dopo alcuni anni, nella stagione 1974-1975, a seguito di alcuni problemi societari ed attriti con la stessa Lega Calcio, la Santegidiese rischiò il fallimento e, dunque, di scomparire dallo stesso movimento calcistico. Così, dopo un tragico spareggio salvezza contro il Sassuolo, e costretti a giocare alcune partite casalinghe fuori casa, la Sant retrocede nel campionato di Promozione, evitando comunque lo spettro del fallimento. Fu allora che i santegidiesi definirono quella vicenda "una retrocessione di categoria, ma non di dignità".
Nonostante tutto, la Santegidiese rialza ancora una volta la testa e nella stagione 1978-1979 torna in Serie D e fino alla stagione 1981-1982 disputa buoni campionati di metà classifica. L'annata successiva però la Santegidiese disputa un pessimo campionato, chiudendo il torneo al 16º posto retrocedendo di nuovo in Promozione.

### Il 1º maggio 1988
Nella stagione 1987-1988, dopo cinque anni passati in Promozione, arriva la promozione in Serie D: il 1º maggio 1988, nell'ultima partita di campionato al vecchio comunale di Sant'Egidio alla Vibrata arriva la capolista Raiano, con un punto di vantaggio proprio rispetto alla Santegidiese. Finì 2-0 per la Santegidiese, con i gol di Di Giuseppe e Reginelli. Era la terza promozione in Serie D raggiunta, in casa, nello scontro diretto contro la prima in classifica nell'ultima giornata di Campionato.

### L'addio al vecchio Comunale
Dopo il 1988 la Santegidiese trascorre ben 11 anni consecutivi in D, consacrandosi come una delle realtà più importanti del calcio abruzzese. Gli anni '90, segnati dal trasferimento al nuovo stadio Comunale, però non cominciano nel migliore dei modi. Sul finire degli anni '90 la Santegidiese non disputa eccellenti campionati, tuttavia gli stimoli non mancano poiché in quegli anni arrivano in serie D le fallite Teramo, Giulianova e Sambenedettese. Nel 1998 si festeggia il 50º anniversario di vita del calcio Santegidiese.
Nell'ultima stagione del secolo, anche per problemi di natura societaria guidata dal Presidente Claudio Silvestri, imprenditore nel settore delle autodemolizioni, la Sant chiude il campionato al 15º posto e retrocede in Eccellenza. L'anno dopo la crisi più grave, quando i giallorossi retrocedono di nuovo e finiscono nel campionato di Promozione. Dopo una ricomposizione della società la Sant torna presto in Eccellenza dove disputa buoni campionati, con diversi tentativi di risalita in D. Nella stagione 2002-2003 i giallorossi sfiorano la promozione e vengono fermati solo ai play-off dall'Avezzano.

### In D per la quarta volta
Il ritorno nel campionato di Serie D però era rimandato solo di qualche anno. Nella stagione 2005-2006 infatti la Santegidiese conquista la D per la quarta volta nella sua storia, alla guida dell'allenatore Roberto Cappellacci. Dopo aver raggiunto una sofferta salvezza nelle ultime giornate della stagione 2007-2008, classificandosi al 12º posto, la Santegidiese festeggia nella stagione 2008-2009 festeggia il suo 60º anniversario e conclude il campionato all'8º posto, con 46 punti nel girone F.
Nell'anno 2009-2010 la Santegidiese disputa uno dei migliori campionati di sempre. Per tutta la durata del torneo si alterna sulla vetta della classifica con le altre squadre in lotta per la promozione diretta in Seconda Divisione (Chieti, L'Aquila e Atessa Val Di Sangro). Conclude il campionato al 2º posto, alle spalle del Chieti, conquistando la qualificazione ai play-off. Finita la stagione regolare quindi la Santegidiese si trova ad affrontare in semifinale la Civitanovese e, in finale, l'Atessa Val di Sangro. Entrambi gli incontri si chiudono in parità e, in virtù del miglior piazzamento conseguito nella stagione regolamentare, la Sant vince i play-off del girone e accede alle fasi successive degli spareggi per la promozione in Seconda Divisione, dove la Sant incontrerà il Pianura Calcio e l'A.S. Casale Calcio. Il sogno si spezzerà a Napoli, con la sconfitta contro il Pianura. Inutile il pareggio conseguito in casa con il Casale.
Nella stagione 2010-2011 parte con un punto di penalizzazione e chiude al 7º posto rimanendo fuori dai play-off proprio per un solo punto; mentre nella stagione successiva chiude al quartultimo posto in campionato e successivamente perde nettamente (sconfitta sia all'andata che al ritorno) lo spareggio play-out contro la Renato Curi Angolana.

### La retrocessione e la mancata iscrizione
Dopo 6 anni consecutivi di Serie D la Sant torna in Eccellenza; la squadra nel girone d'andata naviga a metà classifica ma nella seconda parte del torneo i giallorossi scendono fortemente di rendimento e sono inoltre gravati di sette punti di penalizzazione, tutto ciò porta la Sant in piena zona retrocessione.

Termina il campionato in 17ª posizione e si qualifica ai play-out dove prima batte la più quotata Rosetana ma poi nella finale sul campo neutro di Città Sant'Angelo viene sconfitta nettamente 2-0 dall'Alba Adriatica.

Il 9 agosto 2013 il Comitato regionale comunica che la Sant non si è iscritta al campionato di Promozione e dunque sparisce dal panorama calcistico abruzzese lasciando l'eredità alla Nuova Santegidiese che, nel giro di tre stagioni, vince tre campionati consecutivi arrivando sino alla Promozione.
Il 25 aprile 2018, battendo in finale il Casalbordino (3-0) allo stadio Petruzzi di Città Sant'Angelo, si aggiudica la Coppa Italia di Promozione.

## Colori e simboli
I colori sociali del sodalizio sono il giallo e il rosso. Il simbolo è la cerva, che è anche il simbolo storico della città dove ha sede. La sant gode di un'ottima amicizia con i tifosi dell'Ascoli Calcio 1898 FC e con quelli del Giulianova,e le più grandi rivalità sono soprattutto con la tifoseria del Città di Teramo 1913

## Strutture
La squadra gioca le partita casalinghe allo stadio "Comunale" di Sant'Egidio alla Vibrata.
L'impianto presenta le seguenti caratteristiche:
- Posti totali: 1.238
- Larghezza campo: 68,00 m
- Lunghezza campo: 105,00 m
- Fondo: Erba
- Copertura campo: Coperto
- Tribuna centrale: 516 posti
- Settore F.MIRTI: 360 posti
- Settore ospiti: 360 posti

## Allenatori e presidenti
Di seguito l'elenco di allenatori conosciuti della squadra dall'anno di fondazione a oggi.
- 1978-1980:  Carlo Florimbi
- 1987-1988:  Francesco Oddo
- 1989-1990:  Arcadio Spinozzi
- 1992-1993:  Aldo Ammazzalorso
- 1995-1997:  Emidio Oddi
- 2003-2004:  Nicola Tribuiani
- 2005-2006:  Roberto Cappellacci
- 2007:  Antonio Aloisi
- 2007-2008:  Dario Di Giannatale
- 2009-2010:  Aldo Ammazzalorso
- 2010:  Gaetano Fontana
- 2010-2011:  Roberto Cappellacci
- 2012:  Gaetano Fontana

## Palmarès

### Competizioni regionali
- Eccellenza: 1

2005-2006
- Promozione: 5

1971-1972, 1978-1979, 1987-1988 (girone A), 2000-2001 (girone A), 2021-2022 (girone B)
- Coppa Italia Promozione: 1

2017-2018
- Prima Categoria: 1

2015-2016 (girone D)
- Seconda Categoria: 1

2014-2015 (girone D)

### Competizioni provinciali
- Terza Categoria: 1

2013-2014 (girone A)

## La tifoseria
I tifosi della Santegidiese vantano un rapporto di amicizia con i sostenitori dell'Ascoli e del Giulianova, mentre forte è l'astio tra i tifosi vibratiani e quelli teramani.